# Бестселер (фільм)
«Бестселер» (англ. Best Seller) — американський трилер 1987 року.

## Сюжет
Найманий вбивця Клів звертається до відомого автора кримінальних романів і колишнього поліцейського Денніса Мічума з пропозицією написати історію на основі реальних фактів, що розкривають злочинну діяльність відомого підприємця Девіда Метлока. Але дуже багатьом представникам влади не хочеться, щоб роман був опублікований, так що співпраця Кліва та Денніса перетворюється на смертельну гонку.

## У ролях
| Актор             | Роль             |
| ----------------- | ---------------- |
| Джеймс Вудс       | Клів             |
| Браян Деннегі     | Денніс Мічум     |
| Вікторія Теннант  | Роберта Джилліан |
| Еллісон Белсон    | Голлі Мічум      |
| Пол Шенар         | Девід Медлок     |
| Джордж Коу        | Грем             |
| Енн Пітоніак      | місіс Фостер     |
| Мері Карвер       | мати Кліва       |
| Саллі Бойар       | Монкс            |
| Кетлін Ллойд      | Енні             |
| Чарльз Тайнер     | батько Кліва     |
| Е. Брайан Дін     | таксист          |
| Джеффрі Джозефсон | Перлман          |
| Едвард Блекофф    | Торн             |